# Moxisylyte
Moxisylyte, còn được gọi là thymoxamine, là một loại thuốc được sử dụng trong tiết niệu để điều trị rối loạn cương dương. Nó là một chất đối vận α1 -adrenergic. Tại Vương quốc Anh, Moxisylte được bán trên thị trường với tên Opilon (Archimedes Pharma UK Ltd) và được sử dụng để điều trị ngắn hạn hội chứng Reynaud nguyên phát. Đây là tình trạng ngón tay và ngón chân bị đổi màu và được kích hoạt bởi phản ứng với cảm lạnh, hoặc đau khổ về cảm xúc. Viên Opilon giúp bằng cách cải thiện lưu thông máu đến các chi.